# 翁德方丹
翁德方丹（法語：Ondefontaine，法語發音：[ɔ̃dfɔ̃tɛn] ⓘ）是法国卡尔瓦多斯省的一个旧市镇，属于维尔区。2017年，翁德方丹与临近的6个市镇合并为新市镇莱蒙多奈。

## 地理
翁德方丹（48°59'46"N, 0°41'4"W）面积15.26 平方千米，位于法国诺曼底大区卡爾瓦多斯省，该省份为法国西北部沿海省份，北濒大西洋英吉利海峡，东北与滨海塞纳省以海上边界相接，东临厄尔省，南至奧恩省，西与芒什省接壤。
与翁德方丹接壤的市镇（或旧市镇、城区）包括：奥东河畔欧奈、拉比涅、当武-拉费里耶尔、瑞尔克、勒梅尼勒欧祖夫、鲁康、圣乔治多奈、瑟利讷。

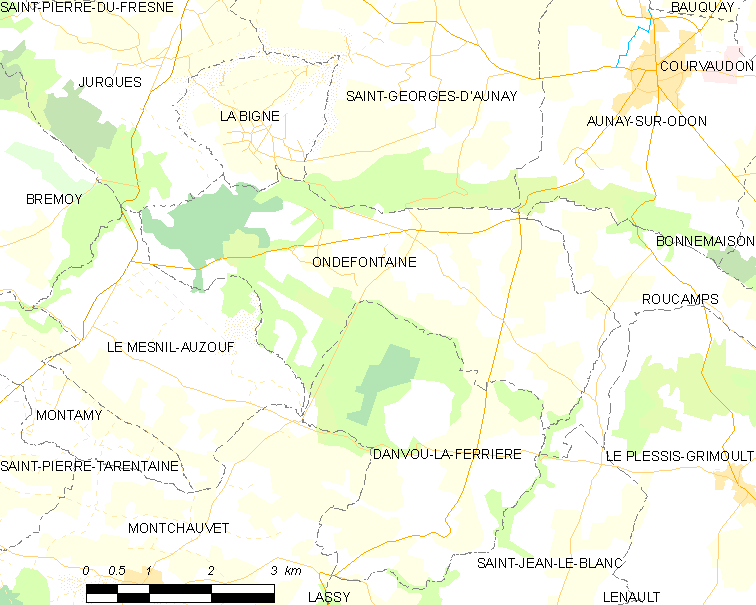
翁德方丹的OSM定位图

翁德方丹的时区为UTC+01:00、UTC+02:00（夏令时）。

## 行政
翁德方丹的邮政编码为14260，INSEE市镇编码为14477。

## 政治
翁德方丹所属的省级选区为莱蒙多奈县。

## 人口

1962-2008年间翁德方丹人口变化图示

翁德方丹于2018年1月1日时的人口数量为324人。